# Xã Dudley, Quận Henry, Indiana
Xã Dudley (tiếng Anh: Dudley Township) là một xã thuộc quận Henry, tiểu bang Indiana, Hoa Kỳ. Năm 2010, dân số của xã này là 1.041 người.